# 880
L'880 (DCCCLXXX in numeri romani) è un anno bisestile del IX secolo.

## Eventi
- Germania: i Vichinghi subiscono a Luneburgo in Sassonia la loro prima grave sconfitta. Il vescovo Arno di Würzburg, insieme al conte Enrico di Babenberg, sfida un'armata di normanni e la distrugge dopo un ferocissimo combattimento, con gravi perdite da entrambe le parti.
- Chiesa cattolica: i sassoni uccisi dai vichinghi nella battaglia di Luneburgo vengono canonizzati in massa da Papa Giovanni VIII. È la seconda volta nella storia, dopo i fatti del 451.

## Nati
- Docibile II di Gaeta, nobile bizantino († 954)
- Erberto II di Vermandois, conte († 943)
- Ugo di Provenza, sovrano francese († 947)
- Abas I di Armenia, sovrano armeno († 953)
- Abu Bakr ibn Yahya al-Suli, poeta e storico arabo († 946)
- Minamoto no Hitoshi, poeta e nobile giapponese († 951)
- Fujiwara no Tadahira, nobile e poeta giapponese († 949)

## Morti
- 2 febbraio - Bruno di Sassonia, nobile tedesco
- 2 febbraio - Lotario I di Stade, nobile tedesco (n. 840)
- 12 aprile - Carlomanno di Baviera, re (n. 830)
- 19 aprile - Shenuda I di Alessandria, arcivescovo cristiano orientale egiziano
- 9 luglio - Ariwara no Narihira, nobile e poeta giapponese (n. 825)
- Guaiferio di Salerno, principe longobardo
- Ilduino, vescovo italiano
- Lamberto I di Spoleto, duca italiano
- Ugo di Sassonia, nobile franco
- Fatima al-Fihriyya

## Calendario
| Calendario 880 | Calendario 880 | Calendario 880 | Calendario 880 | Calendario 880 | Calendario 880 | Calendario 880 | Calendario 880 | Calendario 880 | Calendario 880 | Calendario 880 | Calendario 880 | Calendario 880 | Calendario 880 | Calendario 880 | Calendario 880 | Calendario 880 | Calendario 880 | Calendario 880 | Calendario 880 | Calendario 880 | Calendario 880 | Calendario 880 | Calendario 880 | Calendario 880 | Calendario 880 | Calendario 880 | Calendario 880 | Calendario 880 | Calendario 880 | Calendario 880 | Calendario 880 | Calendario 880 |
| -------------- | -------------- | -------------- | -------------- | -------------- | -------------- | -------------- | -------------- | -------------- | -------------- | -------------- | -------------- | -------------- | -------------- | -------------- | -------------- | -------------- | -------------- | -------------- | -------------- | -------------- | -------------- | -------------- | -------------- | -------------- | -------------- | -------------- | -------------- | -------------- | -------------- | -------------- | -------------- | -------------- |
|                | 1              | 2              | 3              | 4              | 5              | 6              | 7              | 8              | 9              | 10             | 11             | 12             | 13             | 14             | 15             | 16             | 17             | 18             | 19             | 20             | 21             | 22             | 23             | 24             | 25             | 26             | 27             | 28             | 29             | 30             | 31             |                |
| Gennaio        | Ve             | Sa             | Do             | Lu             | Ma             | Me             | Gi             | Ve             | Sa             | Do             | Lu             | Ma             | Me             | Gi             | Ve             | Sa             | Do             | Lu             | Ma             | Me             | Gi             | Ve             | Sa             | Do             | Lu             | Ma             | Me             | Gi             | Ve             | Sa             | Do             |                |
| Febbraio       | Lu             | Ma             | Me             | Gi             | Ve             | Sa             | Do             | Lu             | Ma             | Me             | Gi             | Ve             | Sa             | Do             | Lu             | Ma             | Me             | Gi             | Ve             | Sa             | Do             | Lu             | Ma             | Me             | Gi             | Ve             | Sa             | Do             | Lu             |                |                |                |
| Marzo          | Ma             | Me             | Gi             | Ve             | Sa             | Do             | Lu             | Ma             | Me             | Gi             | Ve             | Sa             | Do             | Lu             | Ma             | Me             | Gi             | Ve             | Sa             | Do             | Lu             | Ma             | Me             | Gi             | Ve             | Sa             | Do             | Lu             | Ma             | Me             | Gi             |                |
| Aprile         | Ve             | Sa             | Do             | Lu             | Ma             | Me             | Gi             | Ve             | Sa             | Do             | Lu             | Ma             | Me             | Gi             | Ve             | Sa             | Do             | Lu             | Ma             | Me             | Gi             | Ve             | Sa             | Do             | Lu             | Ma             | Me             | Gi             | Ve             | Sa             |                |                |
| Maggio         | Do             | Lu             | Ma             | Me             | Gi             | Ve             | Sa             | Do             | Lu             | Ma             | Me             | Gi             | Ve             | Sa             | Do             | Lu             | Ma             | Me             | Gi             | Ve             | Sa             | Do             | Lu             | Ma             | Me             | Gi             | Ve             | Sa             | Do             | Lu             | Ma             |                |
| Giugno         | Me             | Gi             | Ve             | Sa             | Do             | Lu             | Ma             | Me             | Gi             | Ve             | Sa             | Do             | Lu             | Ma             | Me             | Gi             | Ve             | Sa             | Do             | Lu             | Ma             | Me             | Gi             | Ve             | Sa             | Do             | Lu             | Ma             | Me             | Gi             |                |                |
| Luglio         | Ve             | Sa             | Do             | Lu             | Ma             | Me             | Gi             | Ve             | Sa             | Do             | Lu             | Ma             | Me             | Gi             | Ve             | Sa             | Do             | Lu             | Ma             | Me             | Gi             | Ve             | Sa             | Do             | Lu             | Ma             | Me             | Gi             | Ve             | Sa             | Do             |                |
| Agosto         | Lu             | Ma             | Me             | Gi             | Ve             | Sa             | Do             | Lu             | Ma             | Me             | Gi             | Ve             | Sa             | Do             | Lu             | Ma             | Me             | Gi             | Ve             | Sa             | Do             | Lu             | Ma             | Me             | Gi             | Ve             | Sa             | Do             | Lu             | Ma             | Me             |                |
| Settembre      | Gi             | Ve             | Sa             | Do             | Lu             | Ma             | Me             | Gi             | Ve             | Sa             | Do             | Lu             | Ma             | Me             | Gi             | Ve             | Sa             | Do             | Lu             | Ma             | Me             | Gi             | Ve             | Sa             | Do             | Lu             | Ma             | Me             | Gi             | Ve             |                |                |
| Ottobre        | Sa             | Do             | Lu             | Ma             | Me             | Gi             | Ve             | Sa             | Do             | Lu             | Ma             | Me             | Gi             | Ve             | Sa             | Do             | Lu             | Ma             | Me             | Gi             | Ve             | Sa             | Do             | Lu             | Ma             | Me             | Gi             | Ve             | Sa             | Do             | Lu             |                |
| Novembre       | Ma             | Me             | Gi             | Ve             | Sa             | Do             | Lu             | Ma             | Me             | Gi             | Ve             | Sa             | Do             | Lu             | Ma             | Me             | Gi             | Ve             | Sa             | Do             | Lu             | Ma             | Me             | Gi             | Ve             | Sa             | Do             | Lu             | Ma             | Me             |                |                |
| Dicembre       | Gi             | Ve             | Sa             | Do             | Lu             | Ma             | Me             | Gi             | Ve             | Sa             | Do             | Lu             | Ma             | Me             | Gi             | Ve             | Sa             | Do             | Lu             | Ma             | Me             | Gi             | Ve             | Sa             | Do             | Lu             | Ma             | Me             | Gi             | Ve             | Sa             |                |